# Dicarpellum pronyense
Dicarpellum pronyense är en benvedsväxtart som först beskrevs av André Guillaumin, och fick sitt nu gällande namn av Albert Charles Smith. Dicarpellum pronyense ingår i släktet Dicarpellum och familjen Celastraceae. Inga underarter finns listade.